# Mogojtuji járás

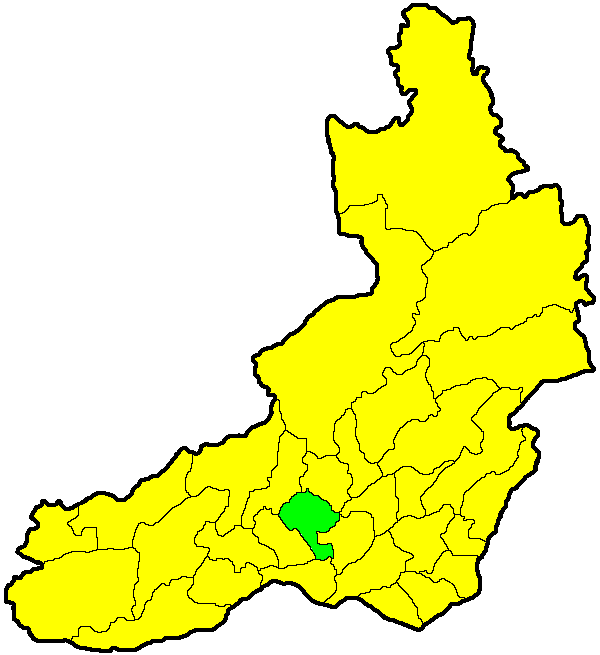
A Mogojtuji járás a Bajkálontúli határterületen

A Mogojtuji járás (oroszul Могойтуйский район) Oroszország egyik járása a Bajkálontúli határterületen. Székhelye Mogojtuj.

## Népesség
- 1989-ben 28 647 lakosa volt.
- 2002-ben 27 386 lakosa volt, melynek 50%-a burját, 43%-a orosz.
- 2010-ben 27 463 lakosa volt.